# Rudolf Mauersberger
Rudolf Mauersberger (ur. 29 stycznia 1889 w Mauersbergu, zm. 22 lutego 1971 w Dreźnie) – niemiecki organista, dyrygent i kompozytor.

## Życiorys
W latach 1911–1914 i 1918–1919 kształcił się w konserwatorium w Lipsku u Roberta Teichmüllera (fortepian), Karla Straubego (organy), Hansa Sitta (dyrygentura) i Stephana Krehla (teoria). W 1914 roku zdobył nagrodę kompozytorską im. Arthura Nikischa. Od 1919 do 1925 roku pełnił funkcję dyrygenta Bachverein oraz organisty w kościołach Chrystusa i św. Anny w Akwizgranie. W latach 1925–1930 był sekretarzem muzyki kościelnej w Eisenach, gdzie założył także Bachchor. Pełnił również funkcję organisty w kościele św. Jerzego. W 1930 roku objął posadę kantora w kościele św. Krzyża w Dreźnie i przez następne 41 lat prowadził kościelny chór, koncertując z nim w Europie i Stanach Zjednoczonych. Propagował dawną i współczesną muzykę religijną, zwłaszcza twórczość Heinricha Schütza. Dokonał licznych nagrań płytowych. W 1950 roku otrzymał Nagrodę Państwową NRD. Doktor honoris causa Uniwersytetu Humboldtów w Berlinie (1954).
Komponował utwory chóralne, m.in. Weihnachtszyklus (1944), Te Deum (1946), Pasję według św. Łukasza (1947), Turmgesänge na instrumenty dęte i organy (1946), Dresdner Requiem na 3 chóry, głosy solowe, instrumenty dęte i organy (1948) , Evangelische Messe na chór i organy (1954), Neue Turmgesänge na chór i instrumenty dęte (1957).